# 塞·帕拉内斯·巴米迪帕提
塞·帕拉内斯·巴米迪帕提（Sai Praneeth Bhamidipati，1992年8月10日—），印度男子羽毛球運動員。

## 簡歷
2008年10月，塞·帕拉内斯出戰英聯邦青年運動會羽毛球比賽，跟普拉纳·杰里·乔普拉合作贏得男雙銅牌。
2010年，塞·帕拉内斯參加墨西哥舉行的世界青年羽毛球錦標賽，奪得男子單打項目的季軍。
2013年6月，塞·帕拉内斯在印尼首要超級賽男單首圈以2比1反勝印尼名將陶菲克，成為對方退役前的最後一位對手。

## 主要比賽成績
| 年份   | 賽事                     | 公開賽級別 | 項目     | 拍檔               | 成績   |
| ------ | ------------------------ | ---------- | -------- | ------------------ | ------ |
| 2008年 | 英聯邦青年運動會         | 其他       | 男子雙打 | 普拉纳·杰里·乔普拉 | 銅牌   |
| 2010年 | 世界青年羽毛球錦標賽     | 其他       | 男子單打 | －                 | 準決賽 |
| 2012年 | 越南羽毛球國際挑戰賽     | 國際挑戰賽 | 男子單打 | －                 | 準決賽 |
| 2012年 | 印度羽毛球國際挑戰賽     | 國際挑戰賽 | 男子單打 | －                 | 亞軍   |
| 2013年 | 印度羽毛球國際挑戰賽     | 國際挑戰賽 | 男子單打 | －                 | 準決賽 |
| 2015年 | 斯里蘭卡羽毛球國際挑戰賽 | 國際挑戰賽 | 男子單打 | －                 | 冠軍   |
| 2015年 | 美國羽毛球黃金大獎賽     | 黃金大獎賽 | 男子單打 | －                 | 準決賽 |
| 2015年 | 拉各斯羽毛球國際挑戰賽   | 國際挑戰賽 | 男子單打 | －                 | 冠軍   |
| 2015年 | 孟加拉羽毛球國際挑戰賽   | 國際挑戰賽 | 男子單打 | －                 | 冠軍   |
| 2015年 | 哥本哈根羽毛球大師賽     | 其他       | 男子單打 | －                 | 準決賽 |
| 2016年 | 加拿大羽毛球大獎賽       | 大獎賽     | 男子單打 | －                 | 冠軍   |
| 2017年 | 印度羽毛球黃金大獎賽     | 黃金大獎賽 | 男子單打 | －                 | 亞軍   |
| 2017年 | 新加坡羽毛球超級賽       | 超級賽     | 男子單打 | －                 | 冠軍   |
| 2017年 | 泰國羽毛球黃金大獎賽     | 黃金大獎賽 | 男子單打 | －                 | 冠軍   |
| 2018年 | 紐西蘭羽毛球公開賽       | 超級300賽  | 男子單打 | －                 | 準決賽 |
| 2019年 | 瑞士羽毛球公開賽         | 超級300賽  | 男子單打 | －                 | 亞軍   |
| 2019年 | 日本羽毛球公開賽         | 超級750賽  | 男子單打 | －                 | 準決賽 |
| 2019年 | 世界羽毛球錦標賽         | 其他       | 男子單打 | －                 | 季軍   |
| 2020年 | 亞洲羽毛球團體錦標賽     | 其他       | 男子團體 | －                 | 季軍   |

| 2007-2017年 | 首要超級賽 | 超級賽 | 黃金大獎賽 | 大獎賽 | 國際挑戰賽 | 國際系列賽 | 未來系列賽 | 其他 |

| 2018-2026年 | 總決賽 | 超級1000賽 | 超級750賽 | 超級500賽 | 超級300賽 | 超級100賽 | 國際挑戰賽 | 國際系列賽 | 未來系列賽 | 其他 |

### 奧運會和世錦賽參賽紀錄
|          | 2017 | 2018 | 2019 | 2020       | 2021 | 2022 |
| -------- | ---- | ---- | ---- | ---------- | ---- | ---- |
| 男子單打 | 16強 | 8強  | 季軍 | 小組第三名 | 64強 | 64強 |